# Cátedra Saviliana de Geometria
A Cátedra Saviliana de Geometria (em inglês:  Savilian Chair of Geometry) é uma prestigiada cátedra de matemática da Universidade de Oxford. O catedrático recebe o título Savilian Professor of Geometry.
A cátedra foi fundada em 1619 junto com a Cátedra Saviliana de Astronomia por Henry Savile, sendo denominada em sua memória.

## Professores
- 1619 Henry Briggs
- 1631 Peter Turner
- 1649 John Wallis
- 1704 Edmond Halley
- 1742 Nathaniel Bliss
- 1765 Joseph Betts
- 1766 John Smith
- 1797 Abraham Robertson
- 1810 Stephen Peter Rigaud
- 1827 Harry Baden-Powell
- 1861 Henry John Stephen Smith
- 1883 James Joseph Sylvester
- 1897 William Esson
- 1920 Godfrey Harold Hardy
- 1932 Edward Charles Titchmarsh
- 1963 Michael Atiyah
- 1969 Ioan James
- 1995 Richard Taylor
- 1997 Nigel Hitchin
- 2017 Frances Kirwan